# Diseño de joyas

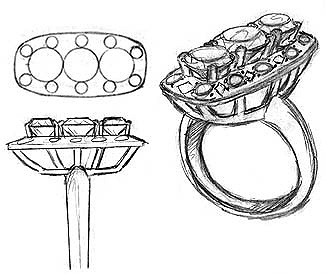
Alzado, planta y perspectiva de un anillo durante su diseño.

El diseño de joyas o diseño en joyería es el oficio o profesión de crear, hacer, fabricar y/o dibujar joyas. Es una práctica milenaria, realizada antiguamente por el orfebre y el metalúrgico y que evolucionó a una actividad que generó millones de dólares durante la industrialización. La práctica del diseño se desarrolla sobre un fundamento científico, técnico e industrial, por lo que queda excluida la definición para referirse a la artesanía de joyas.
Antes de que un accesorio se fabrique, es proyectado y desarrollado por un diseñador de joyas que posee los conocimientos y es cualificado, no solo en tecnología y la relación forma-función, sino también en composición, combinación, líneas de accesorios, la vestimenta y la moda.
Una vez que el accesorio ha sido definido, modelado y representado, se procede a la realización del prototipo o directamente a la fabricación con los materiales necesarios. El proceso de fabricación puede ser manual, ya que el diseñador generalmente está preparado para hacerlo él mismo, o con maquinaria y herramientas de fabricación en serie, o bien, una combinación de ambos.
La carrera profesional del diseño de joyas suele tener un ciclo de formación corto, de alrededor de tres años, dependiendo de la institución, y se enfoca en el desarrollo de las habilidades para crear y producir piezas de diseño en joyería. Es una formación con una gran carga práctica y los accesorios producidos durante la formación suelen ser expuestos y vendidos en ferias dedicadas a tal propósito.

## Historia
Los primeros signos de manufactura de joyería fue en el antiguo Egipto hace 3000-5000 años. Los egipcios preferían la escasez y manejabilidad del oro sobre otros metales. En el siglo XVI las joyas comenzaron a simbolizar estatus aristocrático y el poder religioso en la comunidad.